# Cytotoxisk
Cytotoxiske forbindelser er stoffer der er giftige overfor celler, benævnes også cellegifte.
Eksempler: Visse mycotoxiner og hydrogenperoxid.